# 36036 Bonucci
36036 Bonucci este un asteroid din centura principală de asteroizi.

## Descriere
36036 Bonucci este un asteroid din centura principală de asteroizi. A fost descoperit pe 8 august 1999 la Saji de Observatorul din Saji. Asteroidul prezintă o orbită caracterizată de o semiaxă mare de 2,95 ua, o excentricitate de 0,05 și o înclinație de 2,0° în raport cu ecliptica.